# San Marco Argentano
San Marco Argentano là một thị xã và comune  ở tỉnh Cosenza trong vùng Calabria miền nam nước Ý.
Đô thị San Marco Argentano có diện tích 78 ki lô mét vuông, dân số thời điểm năm 2007 là 7646 người.
Đô thị này có các đơn vị dân cư (frazioni) sau:
San Marco Argentano là nơi sinh của Bohemond I của Antioch, con trai cả của Robert Guiscard.